# Шанаєва Аїда Володимирівна
Шанаєва Аїда Володимирівна (рос. Шанаева Аида Владимировна, ос. Санаты Владимиры чызг Аидæ, 23 квітня 1986) — російська фехтувальниця, олімпійська чемпіонка.

## Виступи на Олімпіадах
| Олімпіада   | Дисципліна       | Місце |
| ----------- | ---------------- | ----- |
| Пекін 2008  | рапіра, особисті | 14    |
| Пекін 2008  | рапіра, командні | 1     |
| Лондон 2012 | рапіра, особисті | =17   |
| Лондон 2012 | рапіра, командні | 2     |
| Ріо 2016    | рапіра, особисті | 4     |